# Bukwałd (gromada)
Bukwałd – dawna gromada, czyli najmniejsza jednostka podziału terytorialnego Polskiej Rzeczypospolitej Ludowej w latach 1954–1972.
Gromady, z gromadzkimi radami narodowymi (GRN) jako organami władzy najniższego stopnia na wsi, funkcjonowały od reformy reorganizującej administrację wiejską przeprowadzonej jesienią 1954 do momentu ich zniesienia z dniem 1 stycznia 1973, tym samym wypierając organizację gminną w latach 1954–1972.
Gromadę Bukwałd z siedzibą GRN w Bukwałdzie utworzono – jako jedną z 8759 gromad na obszarze Polski – w powiecie olsztyńskim w woj. olsztyńskim na mocy uchwały nr 21 WRN w Olsztynie z dnia 4 października 1954. W skład jednostki weszły obszary dotychczasowych gromad Bukwałd i Kajny ze zniesionej gminy Dywity oraz obszar dotychczasowej gromady Polejki ze zniesionej gminy Wrzesina w powiecie olsztyńskim, a także obszar dotychczasowej gromady Garzewko ze zniesionej gminy Świątki w powiecie lidzbarskim w tymże województwie. Dla gromady ustalono 9 członków gromadzkiej rady narodowej.
Gromadę zniesiono 1 stycznia 1960, a jej obszar włączono do gromady Jonkowo w tymże powiecie.